# Nueva Fátima
Nueva Fátima ist eine Parroquia rural („ländliches Kirchspiel“) im Kanton Sozoranga der ecuadorianischen Provinz Loja. Die Parroquia besitzt eine Fläche von 46,3 km². Die Einwohnerzahl lag im Jahr 2010 bei 903.

## Lage
Die Parroquia Nueva Fátima liegt in den Ausläufern der westlichen Anden im Süden von Ecuador nahe der Grenze zu Peru. Das Gebiet liegt in Höhen zwischen 700 m und 2620 m. Der Río Tangula, ein linker Nebenfluss des Río Catamayo, fließt entlang der östlichen und der nördlichen Verwaltungsgrenze nach Nordwesten. Der 1596 m hoch gelegene Hauptort befindet sich etwa 7 km nordnordwestlich des Kantonshauptortes Sozoranga. Nueva Fátima ist über eine 14 km lange Nebenstraße mit der weiter westlich verlaufenden Fernstraße E35 (Macará–Loja) verbunden. Die Nebenstraße führt von Nueva Fátima etwa 13 km in südlicher Richtung weiter nach Sozoranga.
Die Parroquia Nueva Fátima grenzt im Norden, im Osten und im Süden an die Parroquia Sozoranga, im Südwesten an die Parroquia Sabiango (Kanton Macará) sowie im Westen an die Parroquia Larama (ebenfalls im Kanton Macará).

## Orte und Siedlungen
In der Parroquias Nueva Fátima gibt es folgende Barrios: Tumbunuma, Lubushco, Puritaca, Trapichillo, Pingullo, Piedras Blancas Alto, Piedras Blancas Bajo, Santa Ana, Namballe, Napi, Porotillo, Algodonal, Santanilla und Molle.

## Geschichte
Am 8. Dezember 1916 wurde die Kommune Nambilango gegründet. Am 10. März 1939 wurde diese in "Nueva Fátima" umbenannt. Dies geschah zu Ehren des heiligen Bildes der Jungfrau von Fatima, Schutzpatronin des Ortes. Die Parroquia Nueva Fátima wurde schließlich am 18. November 1975 gegründet.